# Eladio Victoria

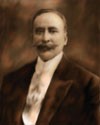

Eladio Victoria y Victoria (nascido em Baní, 30 de julho de 1864 - falecido em Santiago de los Caballeros, 27 de julho de 1939) foi um político dominicano. Atuou como presidente da República Dominicana de 5 de dezembro de 1911 até 30 de novembro de 1912.
Após o assassinato perpetrado contra o presidente Ramón Cáceres, o General Alfredo Maria Victoria, sobrinho de Eladio Victoria, tornou-se o homem forte do país. No entanto, devido à sua tenra idade, o Congresso nomeou seu tio como Presidente Provisório da República, o que ocorreu em 27 de fevereiro de 1911. Como presidente, Victoria praticou nepotismo, uma vez que todos os membros de sua família ocuparam cargos no governo.
Eladio Victoria inicialmente tinha o apoio do governo estadunidense e dos seguidores do ex-presidente Juan Isidro Jimenes, embora também se opunha aos seguidores do ex-presidente Horacio Vásquez. Os últimos se aliaram às forças de Desiderio Arias, levando a uma guerra de âmbito nacional.
Para se manter no poder, Victoria gastou grandes somas de dinheiro, mas essa ação não impediu o seu colapso. Assim, os Estados Unidos com receio de perder as suas vantagens no país, realizaram uma intervenção política e militar na República Dominicana. Esta terminou com a renúncia do presidente Victoria em 26 de novembro de 1912. Em seu lugar foi eleito presidente, o arcebispo Adolfo Alejandro Nouel, assumindo a 1 de dezembro de 1912.